# Procédure d'essai mondiale harmonisée pour les véhicules légers
La procédure d'essai mondiale harmonisée pour les véhicules légers (en anglais Worldwide harmonized Light vehicles Test Procedures, ou WLTP) est une norme d'essais d'homologation des véhicules qui permet de mesurer la consommation de carburant, l'autonomie électrique et les rejets de CO2 et de polluants. 
Cette procédure d'essai concerne les voitures particulières et les véhicules utilitaires légers. D'autres procédures concernent les motos et les véhicules lourds.
La WLTP a été mise au point sous les auspices du Forum mondial pour l'harmonisation des réglementations sur les véhicules de la Commission économique pour l'Europe des Nations unies.
Le WLTP est entré en application en Europe en septembre 2017 pour les nouveaux modèles et en septembre 2018 pour tous les véhicules neufs, en remplacement du nouveau cycle européen de conduite (NEDC), datant de 1973 et mis à jour en 1996. Les résultats WLTP sont affichés par les constructeurs à partir du 1er janvier 2019 (1er janvier 2020 pour les utilitaires).
La WLTP est également pris en compte en Chine à partir des normes China 6a et 6b, et au Japon.

## Histoire des cycles de conduite automobile
La notion de cycle de conduite automobile est apparue avec l'essor de l'automobile, avant le  choc pétrolier de 1973.

### Années 1960
À la fin des années 1960, le développement de l'automobile a mené aux premiers règlements relatifs à la limitation des émissions, d'abord en Allemagne puis en France, ce qui a conduit à la directive 70/220/CEE en mars 1970 :
- le 18 octobre 1968 est publié un règlement du 14 octobre 1968 amendant le Straßenverkehrs-Zulassungs-Ordnung en Allemagne avec des mesures à prendre contre la pollution de l'air par les moteurs de véhicules, devant entrer en vigueur le 1er octobre 1970 ;
- le 17 mai 1969 est publié au Journal officiel un règlement du 31 mars 1969 sur la composition des gaz émis par les moteurs à essence des véhicules, en vigueur à partir de 1971 ou 1972[5].

Pour réduire le risque que des règlements différents n'entravent le bon fonctionnement du marché commun de la Communauté économique européenne (CEE), pour protéger le fonctionnement du marché commun et permettre à chaque État membre d'adopter les mêmes règlements, en complément ou en remplacement des précédents règlements, et pour permettre le bon fonctionnement de la procédure de réception de type (de véhicule), définie par la directive du Conseil en 1970.[style à revoir]

### Années 1970
Le 1er août 1970, le règlement CEE-ONU no 15. est déposé pour les véhicules à moteur.
Ce règlement no 15 était composé de trois tests avec un carburant d'indice d'octane 99 :
- jusqu'à 50 km/h en troisième vitesse avec une accélération allant jusqu'à 1,04 m.s−2[7] ;
- test de l'émission de monoxyde de carbone ;
- test d'émissions[7].

En 1978, aux États-Unis, le Energy Tax Act rend obligatoire de nouvelles procédures de tests pour déterminer le taux d'une guzzler tax quyi s'applique à la vente de nouveaux véhicules. Ces essais, ou EPA Federal Test Procedure, connu aux États-Unis sous l’appellation FTP-75 pour le cycle de conduite urbain, se décomposent  en une série d'essais définis par lune agence des USA, l' Environmental Protection Agency (EPA) pour mesurer les tailpipe emissions et fuel economy des automobiles de tourisme (à l'exception des camions légers et des camions lourds, deux autres catégories de véhicules aux Etats-Unis).
En 1983, dans la CEE, la directive 83/351/CEE amende la directive 70/220/CEE en conformité avec le règlement CEE-ONU no 15/04.

### Années 1980
Dans la décennie 1980s, l'ancienne NEDC une procédure d'homologation européenne alors nouvelle est établie pour reproduire les conditions de conduite urbaine d'une voiture particulière. 
En 1988, dans la CEE, la Directive 88/76/CEE, modifie la loi pour un règlement plus contraignant que le règlement CEE-ONU 15/04.

### Années 1990
En 1992 le NEDC est mis à jour pour inclure une utilisation non urbaine (caractérisée par des vitesses plus élevées). 
En 1997 un chiffrage des émissions de CO2 a également été ajouté.
Le NEDC se caractérise par une structure d'une vitesse moyenne de 34 km/h, avec des accélérations confortables, des arrêts peu nombreux mais prolongés, et une vitesse maximale de 120 km/h.
En 1996, aux États-Unis, l' EPA révise le test d'homologation de véhicule, pour introduire de nouvelles conditions de conduite comme la conduite agressive, des accélération élevées ou le fonctionnement de l'air conditionné
Les nouvelles procédures induisent :
- des vitesses de 129 km/h au lieu de 92 km/h ;
- le contrôle des émissions lors d'accélérations agressives ;
- les effets de l'air conditionné sur les rejets de NOx.

### Années 2000
En 2007, l'EPA ajoute trois nouvelles procédures  Supplemental Federal Test Procedure (SFTP)  qui combinent les cycles urbains et interurbains pour refléter plus précisément les économies de carburant du monde réel. Des estimations sont disponibles pour les véhicules à partir du modèle-année 1985,.
En 2008, les procédures des États-Unis sont mises à jour pour inclure quatre tests: conduite urbaine (la FTP-75 à proprement parler), le highway driving (HWFET), la conduite agressive (SFTP US06), et la procédure d'utilisation de l'air conditionné (SFTP SC03).

### Du NEDC au WLTC
De nos jours, le cycle NEDC est dépassé, puisqu'il n'est plus représentatif des styles de conduite modernes, ainsi, de nos jours, les distances et la variété des routes auxquelles se confrontent une voiture moyenne ont changé, .
Depuis le 1er septembre 2019, toutes les voitures particulières et les véhicules utilitaires légers qui sont immatriculés dans les pays membres de l'UE (ainsi que dans certains pays de l'EEE ou l'Union douanière : Suisse, Norvège, Islande et Turquie) doivent répondre au règlement WLTP, intégré au registre de règlements mondiaux dans l'Union européenne comme au Royaume-Uni, le WLTC remplace le NEDC.

### Règlements récents: second amendement WLTP
Dans l'Union Européenne, le second amendement WLTP est le règlement UE 2018/1832 de la Commission du 5 Novembre 2018.
Ce règlement concerne les véhicules légers, les véhicules lourds sont sujets au règlement UE 2019/1242.
Les exigences pour les dispositifs de surveillance de la consommation de carburant et/ou d'énergie électrique (OBFCM - On-Board Fuel and/or energy Consumption Monitoring device) enregistrent des informations comme :
- la consommation totale (durée de vie) de carburant (en litres) ;
- la distance totale (durée de vie) parcourue (en kilomètres) ;
- le débit de carburant moteur (en grammes par seconde) ;
- le débit de carburant moteur (en litres par heure) ;
- le débit de carburant véhicule (en grammes par seconde) ;
- la vitesse du véhicule (en kilomètres par heure).

Pour les véhicules hybrides :
- la consommation totale (durée de vie) de carburant en mode épuisement de la charge (en litres) ;
- la consommation totale (durée de vie) de carburant en mode augmentation de la charge sélectionnée par le conducteur (en litres) ;
- la distance totale (durée de vie) parcourue en mode épuisement de la charge, moteur éteint (en kilomètres) ;
- la distance totale (durée de vie) parcourue en mode épuisement de la charge, moteur allumé (en kilomètres) ;
- la distance totale (durée de vie) parcourue en mode augmentation de la charge sélectionnée par le conducteur (en kilomètres) ;
- l'accumulation totale (durée de vie) d'énergie du réseau dans la batterie (en kWh).

Cette information est enregistrée dans le dispositif OBFCM, obligatoire sur les véhicules neufs depuis 2021 .

## Calendrier
Le WLTP est entré en application en Europe en septembre 2017 pour les nouveaux modèles,, et en septembre 2018 pour tous les véhicules neufs, en remplacement du nouveau cycle européen de conduite (NEDC), qui datait de 1973, avec une mise à jour en 1996. Les consommations WLTP seront affichées par les constructeurs à partir du 1er janvier 2019 (et 1er janvier 2020 pour les utilitaires),,,.
En France, le système des bonus-malus pour les ventes de véhicules neufs est défini d'après une grille qui fait correspondre le niveau d'émission de CO2 à un montant financier. La transition entre le système NEDC vers WLTP s'effectuera le 1er juin 2020. Comme les mêmes véhicules verront leur cotation fortement (et plus justement) augmenter, les correspondances de pénalités seront toutes rehaussées de 18 g/km par rapport à la grille du 1er janvier 2020.

## Terminologie
La procédure d’essai mondiale harmonisée en ce qui concerne les émissions des voitures particulières et véhicules utilitaires légers définie notamment des notions d'autonomie :

« Par «autonomie en mode électrique pur», on entend dans le cas d’un véhicule électrique hybride rechargeable de l’extérieur (VEH-RE) la distance totale parcourue depuis le début de l’essai d’épuisement de la charge au cours d’un certain nombre de cycles WLTC complets jusqu’à l’instant où le moteur à combustion commence à consommer du carburant.
Par «autonomie en mode électrique pur», on entend dans le cas d’un véhicule électrique pur (VEP) la distance totale parcourue depuis le début de l’essai d’épuisement de la charge au cours d’un certain nombre de cycles WLTC complets jusqu’à l’instant où le critère de déconnexion automatique est atteint.
Par «autonomie réelle en mode épuisement de la charge » (R CDA), on entend la distance parcourue au cours d’un certain nombre de cycles WLTC en mode épuisement de la charge jusqu’à ce que le système rechargeable de stockage de l’énergie électrique (SRSEE) soit déchargé.
Par « autonomie en mode cycle d’épuisement de la charge » (R CDC), on entend la distance parcourue depuis le début de l’essai d’épuisement de la charge jusqu’à la fin du dernier cycle précédant le ou les cycles répondant au critère de déconnexion automatique, y compris le cycle de transition où le véhicule peut avoir fonctionné en mode épuisement de la charge ainsi qu’en mode maintien de la charge. »

— Règlement technique mondial n° 15

## Procédure d'essai et normalisation
La procédure d'essai comprend des indications strictes concernant les essais dynamométriques et de résistance au roulement, les changements de vitesse, le poids total du véhicule (en y incluant les équipements en option, le chargement et les passagers), la qualité du carburant, la température ambiante, ainsi que le choix des modèles de pneus et leur pression de gonflage.

## Cycles de conduite WLTC
Trois différents cycles d'essais sont appliqués, en fonction de la classe de véhicule définie par la puissance massique Pm (puissance du moteur / masse à vide en ordre de marche, exprimée en W/kg) :
- classe 1 - véhicules à faible puissance avec Pm ≤ 22 ;
- classe 2 - véhicules avec 22 < Pm ≤ 34 ;
- classe 3 - véhicules à puissance élevée avec Pm > 34.

La majorité des voitures appartiennent à la classe 3 (une Volkswagen Golf 1,6 L diesel de 90 ch a par exemple une Pm de 53 (66 kW / 1 239 kg).
Chaque classe comprend plusieurs cycles de conduite automobile (WLTC) conçus de façon à représenter une utilisation réelle en ville, en milieu extra-urbain, sur route pour automobiles et sur autoroute. La durée de chaque cycle est la même pour toutes les classes, mais les courbes d'accélération et de vitesse sont différentes. La séquence d'essais est en outre limitée par la vitesse maximale du véhicule Vmax.
L'existence de boîtes de vitesses manuelles ayant de quatre à sept rapports ne permet pas de fixer des points de passage de vitesse. À la place, la procédure WLTP fournit des algorithmes permettant de calculer les points de changement de vitesse optimaux, en prenant en compte le poids total des véhicules et les courbes de puissance à pleine charge dans les limites de vitesses moteur normalisées, couvrant une vaste gamme de vitesse de rotation et de puissance moteur permises par la technologie actuelle. Pour que la procédure soit représentative d'une utilisation réelle et d'un style de conduite économique, les changements de vitesse trop fréquents se situant dans un intervalle de moins de cinq secondes ne sont pas pris en compte.

### Classe 3
Le cycle de conduite pour la classe 3 comporte quatre phases : basse, moyenne, haute et extra haute vitesse ; si Vmax < 135 km/h, la partie très haute vitesse est remplacée par la partie basse vitesse.
|                                 | Unité | Basse | Moyenne | Haute | Extra haute | Total  |
| ------------------------------- | ----- | ----- | ------- | ----- | ----------- | ------ |
| Durée                           | s     | 589   | 433     | 455   | 323         | 1800   |
| Durée des arrêts                | s     | 156   | 48      | 31    | 7           | 242    |
| Distance                        | m     | 3095  | 4756    | 7158  | 8254        | 23262  |
| Proportion des arrêts           | -     | 26,5% | 11,1%   | 6,8%  | 2,2%        | 13,4 % |
| Vitesse maximale                | km/h  | 56,5  | 76,6    | 97,4  | 131,3       |        |
| Vitesse moyenne sans les arrêts | km/h  | 25,7  | 44,5    | 60,8  | 94,0        | 53,8   |
| Vitesse moyenne avec les arrêts | km/h  | 18,9  | 39,5    | 56,6  | 92,0        | 46,5   |
| Accélération minimale           | m/s2  | -1,5  | -1,5    | -1,5  | -1,2        |        |
| Accélération maximale           | m/s2  | 1,5   | 1,6     | 1,6   | 1,0         |        |

### Classe 2
Le cycle de conduite pour la classe 2 comporte trois parties : basse, moyenne et haute vitesse ; si Vmax < 90 km/h, la partie haute vitesse est remplacée par la partie basse vitesse.
|                                 | Unité | Basse | Moyenne | Haute | Total  |
| ------------------------------- | ----- | ----- | ------- | ----- | ------ |
| Durée                           | s     | 589   | 433     | 455   | 1477   |
| Durée des arrêts                | s     | 155   | 48      | 30    | 233    |
| Distance                        | m     | 3132  | 4712    | 6820  | 14664  |
| Proportion des arrêts           | -     | 26,3% | 11,1%   | 6,6%  | 15,8 % |
| Vitesse maximale                | km/h  | 51,4  | 74,7    | 85,2  |        |
| Vitesse moyenne sans les arrêts | km/h  | 26,0  | 44,1    | 57,8  | 42,4   |
| Vitesse moyenne avec les arrêts | km/h  | 19,1  | 39,2    | 54,0  | 35,7   |
| Accélération minimale           | m/s2  | -1,1  | -1,0    | -1,1  |        |
| Accélération maximale           | m/s2  | 0,9   | 1,0     | 0,8   |        |

### Classe 1
Le cycle de conduite pour la classe 1 comporte trois parties : basse, moyenne et à nouveau basse vitesse ; si Vmax < 70 km/h, la partie vitesse moyenne est remplacée par la partie basse vitesse.
|                                 | Unité | Basse | Moyenne | Haute | Total  |
| ------------------------------- | ----- | ----- | ------- | ----- | ------ |
| Durée                           | s     | 589   | 433     |       | 1022   |
| Durée des arrêts                | s     | 155   | 48      |       | 203    |
| Distance                        | m     | 3324  | 4767    |       | 8091   |
| Proportion d'arrêts             | -     | 26,3% | 11,1%   |       | 19,9 % |
| Vitesse maximale                | km/h  | 49,1  | 64,4    |       |        |
| Vitesse moyenne sans les arrêts | km/h  | 27,6  | 44,6    |       | 35,6   |
| Vitesse moyenne avec les arrêts | km/h  | 20,3  | 39,6    |       | 28,5   |
| Accélération minimale           | m/s2  | -1,0  | -0,6    |       |        |
| Accélération maximale           | m/s2  | 0,8   | 0,6     |       |        |

## Avantages et inconvénients pour les automobilistes
L'entrée en vigueur de cette procédure et norme provoque quelques bouleversements.
Les constructeurs ont commencé à anticiper, en supprimant de leur gamme des moteurs optimisés pour la norme NEDC pour les remplacer par de nouveaux blocs plus performants dans des conditions réelles. Cela signe la mort du downsizing qui consistait à réduire la cylindrée des moteurs pour en réduire de facto la consommation à faible charge et ainsi, les rejets de CO2.
Le fait que le passage du NEDC au WLTP ne soit pas suivi d'une évolution du dispositif de bonus/malus, mis en place par l'État français depuis quelques années, risque de provoquer une très forte augmentation du malus appliqué aux clients. En effet, les rejets mesurés de CO2, qui déterminent le bonus-malus, seraient plus importants avec la WLTP plus sévère.
Selon une étude publiée début août 2018 par le cabinet Jato, les valeurs de consommation et d’émission devraient augmenter significativement. Entre l’ancien NEDC et le nouveau WLTP, la hausse moyenne de CO2 sera de l’ordre de 9,6 g/km ; cette hausse touchera notamment les gros modèles : les véhicules de luxe (premium) verront leurs émissions augmenter de 18,3 % et les SUV de taille moyenne de 16,7 %, alors que les petites citadines ne devraient enregistrer qu'une progression de 6,6 %. Ces nouvelles émissions affichées (et la consommation sous-jacente) resteront encore inférieures aux mesures réalisées en conditions réelles : les émissions réelles étaient estimées supérieures de 40 % en moyenne (entre 19 % et 60 % selon les conditions de trafic) par rapport aux essais d'homologation et le nouveau protocole de tests est supposé réduire cet écart de moitié.
Le cycle WLTP affecte également l’autonomie affichée des véhicules électriques : homologuée à 400 km en cycle NEDC, la Renault ZOE passe à 300 km avec le nouveau cycle, soit 25 % de baisse ; la BMW i3 est désormais homologuée à 245 km contre 300 km en NEDC, et le Hyundai Kona électrique 64 kWh à 482 km contre 546 km. Par ailleurs, la norme WLTP introduit plusieurs cycles : urbain, extra-urbain ou mixte, avec des variations d'autonomie considérables ; ainsi, la nouvelle Nissan LEAF annonce 415 km en cycle urbain contre 270 km avec le cycle mixte qui mélange ville et voies rapides.

## Manipulations
D'après la Commission européenne, les constructeurs automobiles tentent de profiter du passage du NEDC au WLTP pour exagérer les émissions WLTP de CO2 de leurs véhicules. En effet, ce passage entraîne une augmentation de ces émissions, dont les dépassements sont couverts par des autorisations temporaires. En prévision des normes Euro futures, qui sont calculées à partir des valeurs moyennes des émissions avant 2016, les constructeurs « gonflent » donc leurs mesures pour atteindre plus facilement ces objectifs. Il s'agit du même genre de manipulation des tests que sur le NEDC, mais à l'envers : par exemple, utilisation d'une batterie 12 V déchargée (forçant le moteur à consommer plus pour la recharger) ou la  désactivation du Stop & Start. La différence serait en moyenne de 4,5 % et atteindrait jusqu'à 13 % dans certains cas

## Persistance de l'écart entre consommation réelle et consommation affichée
Selon l'ONG International Council on Clean Transportation (ICCT), le passage du protocole NEDC au protocole WLTP a permis de réduire l'écart entre la consommation réelle et la consommation mesurée en laboratoire par les groupes automobiles européens de 33 % avec le NEDC à 8 % en 2018. Mais cet écart est remonté à 14 % en 2022. De ce fait, les émissions moyennes du parc automobile testé baissent trois fois moins vite dans le monde réel (- 2,3 %) que dans les mesures WLTP (- 7,3 %). L'ICCT recommande donc aux autorités de prendre en compte dès 2027 les émissions réelles des véhicules, au lieu de 2030.